# Kościół Niepokalanego Serca Najświętszej Maryi Panny w Natolewicach
Kościół Niepokalanego Serca Najświętszej Maryi Panny w Natolewicach – katolicki kościół filialny zlokalizowany we wsi Natolewice w gminie Płoty, w powiecie gryfickim (województwo zachodniopomorskie). Należy do parafii św. Józefa w Wicimicach.

## Historia i architektura
Kościół został wybudowany w 1746 roku. Murowany w technice ryglowej, jest budowlą salową, rozplanowaną na rzucie prostokąta. Kryty jest dachem dwuspadowym. Ściany zewnętrzne są nietynkowane, ukazując ceglano-drewnianą konstrukcję. Podzielone na kwatery okna mają kwadratowy i prostokątny kształt. W połaci dachowej osadzona jest wieża o czworokątnym kształcie, nakryta barokowym hełmem.
Wnętrze kościoła nakryte jest podwyższonym, odeskowanym stropem. Nad wejściem znajduje się empora chórowa z prospektem organowym, dodatkowe empory umieszczone są także na ścianach bocznych. W prezbiterium umieszczony jest pozłacany, trzyczęściowy ołtarz zdobiony motywem liści akantu, ze sceną Ukrzyżowania w części centralnej, Ostatnią Wieczerzą w predelli i obrazem Chrystusa Zmartwychwstałego w zwieńczeniu. Zachowała się górna część XIX-wiecznej drewnianej ambony.
Po II wojnie światowej kościół został poświęcony jako świątynia katolicka w 1946 roku.